# Kritiek op het program van Gotha
De Kritiek op het program van Gotha (Duits: Kritik des Gothaer Programms of voluit Kritik des Gothaer Programms - Randglossen zum Programm der Deutschen Arbeiterpartei) is een van de latere politieke geschriften van Karl Marx (1818-1883). De tekst van zo'n 20 pagina's werd in 1875 door hem geschreven tijdens zijn ballingschap in Londen en circuleerde aanvankelijk slechts in kleine kring rond Marx en Friedrich Engels. In 1891 werd ze door laatstgenoemde postuum gepubliceerd.
Dit geschrift richt zich tegen het ontwerp van het Gothaer Programm of Programma van Gotha dat op een congres van socialisten in de Duitse stad Gotha werd bediscussieerd. Deze kritiek geldt als een belangrijk document in de geschiedenis van de politieke filosofie van het marxisme, socialisme en communisme.
In deze tekst gaf Marx een schets van hoe volgens hem een toekomstige klasseloze maatschappij eruit zou zien. Het is ook een aanzet tot de profilering ten opzichte van de politieke stroming die zich later bleef bedienen van de oorspronkelijk in de 19e eeuw nog vage aanduiding sociaaldemocratie. Daardoor geldt ze als een belangrijke bron voor Marx' theorieën over de organisatie en aard van die toekomstige communistische maatschappij, waarvan volgens zijn opvattingen  de komst onvermijdelijk zou zijn.
Vele gevleugelde termen zoals die door communisten gebezigd werden en worden, zoals 'productie naar vermogen en consumptie naar behoefte' zijn hieruit afkomstig. De opvattingen van Lenin in diens werk Staat en revolutie (zie ook leninisme) pretenderen hiervan een nadere uitwerking te zijn.
Andere ontwerp-programma's waarover destijds door socialisten in Duitsland werd gedebatteerd waren het Erfurter Programm en het Eisenacher Programm.

## Achtergrond
De betreffende tekst moet worden opgevat in de context van de tijd waarin ze werd geschreven, de 19e eeuw. Met de industriële revolutie en het laissez-faire kapitalisme rees toen het sociale vraagstuk: er ontstond een arm proletariaat van arbeiders met hun gezinnen, die geen enkele sociale bescherming genoten en door onversneden marktwerking overgeleverd waren aan een ellendige situatie. De rechtsfiguur arbeidsovereenkomst was destijds nergens wettelijk afdoende geregeld. Ook een wettelijke regeling voor de duur van de arbeidsdag en een minimumloon bestonden nog niet: de arbeiders waren vaak genoodzaakt lange werkdagen te maken voor een laag loon. De werkgevers konden ongeacht de reden of de consequenties de arbeidsovereenkomsten zonder enige plichtpleging of verantwoording opzeggen, waar de arbeider(s) dan machteloos tegenover stond(en), en voor de ontslagenen bestonden geen werkloosheidsuitkeringen. Ook was er nog geen algemeen kiesrecht, waardoor de getroffenen niet zelf politiek invloed konden uitoefenen om hun miserabel lot te verbeteren.
Een aangrijpende beschrijving van het lot van deze groeiende sociale groep of klasse in de maatschappij was eerder beschreven door Engels in zijn werk Die Lage der arbeitenden Klasse in England (De toestand van de arbeidende klasse in Engeland), gepubliceerd in 1845. De ellendige situatie van deze groeiende groep leidde ook tot grote maatschappelijke onrust en in 1848 zelfs nagenoeg tegelijkertijd op meerdere plaatsen in Europa tot oproer en revolutie. Destijds publiceerde Marx zijn Communistisch Manifest. Er ontstond een politieke stroming onder de noemer arbeidersbeweging. Binnen deze stroming vonden ook debatten plaats over met name de vraag of er een radicale maatschappelijke omwenteling gewenst was, of enkel een op andere wijze te bewerkstelligen lotsverbetering voor de arbeiders, en ook over de daartoe te volgen strategie: kon dit worden bereikt met geweld of op andere wijze? Uiteindelijk ontstonden er allerlei splitsingen binnen deze beweging. Marx' Kritiek op het program van Gotha is een van de teksten die de breuk illustreert die toen optrad tussen de sociaaldemocraten en de communisten.

## Rol van de arbeid
In zijn Kritiek plaatst Marx kanttekeningen bij diverse uitgangspunten van het Programma van Gotha, onder meer over de rol van de arbeid. Hij nuanceert de volgens hem te mooie stelling van de arbeid als bron van alle welvaart en cultuur. Volgens hem kan dit slechts zo zijn bij maatschappelijke arbeid: al naargelang de arbeid zich maatschappelijk ontwikkelt, wordt ze wel een bron van welvaart en cultuur voor de niet-werkenden, maar tevens een van armoede en verwaarlozing voor de arbeiders. Ook bekritiseert hij de loontheorie van Ferdinand Lassalle.

## Trivia
Onder de nazi-dictatuur in Duitsland waren de geschriften van Karl Marx verboden lectuur. Ter misleiding van de censuur werd door Duitse communisten een illegale editie verspreid met een camouflage-omslag, alsof het een ander, politiek onschuldig boek betrof: onder meer met de kaft van Das Spiel vom deutschen Bettelmann van de auteur Ernst Wiechert.

### Primaire bronnen
- Karl Marx, Kritik des Gothaer Programms, 1875.
- Friedrich Engels, Vorwort zur Kritik des Gothaer Programms : Randglossen zum Programm der Deutschen Arbeiterpartei zur "Kritik des Gothaer Programms", 1891.

### Secundaire bronnen
- Friedrich Engels, Brief an Bebel, Londen, 18-28 maart 1875 (.
- Friedrich Engels, Brief an Kautsky, Londen, 23 februari 1891 .
- Friedrich Engels, Zur Kritik des sozialdemokratischen Programmentwurfs 1891, 29 juni 1891 .

### Historische Duitse socialistische partijprogramma's
- Het Eisenacher Programm 1869.
- Het Gothaer Programm 1875.
- Het Erfurter Programm 1891.